# Baga del Coll de Portella
La Baga del Coll de Portella, és una obaga del terme municipal de Monistrol de Calders, al Moianès.
És a la part central del terme, al sud-oest del poble, a una altitud mitjana de 525 m. És el vessant nord-oest del Coll de Portella i, alhora, el límit sud-est de la Llandriga. És a ponent del Forn del Peneta i a llevant de la capella de Sant Pere Màrtir. A la Baga del Coll de Portella hi ha la Font dels Planters. La travessa, de llevant a ponent, el Camí de Sant Pere Màrtir. Als peus d'aquesta baga s'obre el Sot del Planter.